# Покрајински завод за заштиту споменика културе Косова и Метохије
| Покрајински завод за заштиту споменика културе Косова и Метохије |                   |
|                                                                  |                   |
|                                                                  | Установа културе  |
| Основан:                                                         | 1954.             |
| Седиште:                                                         | Лепосавић Србија  |
| Надлежност:                                                      | Косово и Метохија |

Покрајински завод за заштиту споменика културе Косова и Метохије је установа културе у систему државних и јавних установа Републике Србије, са званичним седиштем у Приштини и измештеним седиштем у Лепосавићу.
Основна делатност Завода је заштита споменика културе, односно просторних културно-историјских целина и археолошких налазишта, као и знаменитих места. Територијална надлежност Завода обухвата подручје Аутономне Покрајине Косово и Метохија.
Завод не треба мешати са новоствореним Институтом за заштиту споменика (алб. Instituti për Mbrojtjen e Monumenteve) који делује под окриљем Привремених институција самоуправе у Приштини.

## Историја
Први кораци ка стварању стручне службе за заштиту споменика културе на подручју Косова и Метохије учињени су након 1947. године, када је тадашњи Завод за заштиту и научно проучавање споменика културе Народне Републике Србије именовао посебне поверенике за ово подручје.
Завод је основан 1954. године, решењем Обласног већа тадашње Аутономне Косовско-Метохијске Области, под првобитним називом: Завод за заштиту и научно проучавање споменика културе АКМО. За директора завода је 1956. године постављен историчар уметности Милан Ивановић (1923-2011) који је на тој дужности остао до 1968. године. Почевши од 1961. године, завод издаје стручни часопис "Старине Косова и Метохије". Године 1973. основан је и посебан општински завод у Приштини, који од 1993. године носи назив; Завод за заштиту споменика културе града Приштине.
До 1999. године, седиште оба завода налазило се у Приштини, а потом је седиште покрајинскиг завода измештено у Лепосавић, док је седиште градског завода премештено у Грачаницу. Измештање завода је извршено у изузетно сложеним околностима, које су на подручју Косова и Метохије наступиле услед НАТО агресије на СРЈ. Покрајинским заводом је до пролећа 2002. године управљао Стојан Костић, кога је на функцији директора заменио Зоран Гарић.
Настојећи да оспоре надлежност Завода, који је установа Републике Србије, новостворене Привремене институције самоуправе у Приштини су основале посебан Институт за заштиту споменика (алб. Instituti për Mbrojtjen e Monumenteve) који претендује да преузме искључиву належност над заштитом целокупне споменичке баштине на подручју Косова и Метохије.